# Тьєвіль
Тьєві́ль (фр. Thiéville) — колишній муніципалітет у Франції, у регіоні Нормандія, департамент Кальвадос. Населення — 310 осіб (2011).
Муніципалітет був розташований на відстані близько 175 км на захід від Парижа, 30 км на південний схід від Кана.

## Історія
До 2015 року муніципалітет перебував у складі регіону Нижня Нормандія. Від 1 січня 2016 року належав до нового об'єднаного регіону Нормандія.
1 січня 2017 року Тьєвіль, Буасе, Бреттвіль-сюр-Дів, Євіль, Міттуа, Монв'єтт, Л'Удон, Увіль-ла-Б'ян-Турне, Сент-Маргерит-де-В'єтт, Сен-Жорж-ан-Ож, Сен-П'єрр-сюр-Дів, Водлож i В'є-Пон-ан-Ож було об'єднано в новий муніципалітет Сен-П'єрр-ан-Ож.

## Демографія
Динаміка населення (Insee ):
Розподіл населення за віком та статтю (2006):
| Стать | Всього | До 15 років | 15-24 | 25-44 | 45-64 | 65-85 | Понад 85 |
| --- | ------ | ----------- | ----- | ----- | ----- | ----- | -------- |
| Чоловіки | 134    | 41          | 12    | 29    | 32    | 20    | 0        |
| Жінки | 154    | 28          | 20    | 45    | 41    | 20    | 0        |
| \| Статево-вікова піраміда \| Статево-вікова піраміда \| Статево-вікова піраміда \| \| ----------------------- \| ----------------------- \| ----------------------- \| \| Чоловіки \| Вік \| Жінки \| \| 0 \| 85 + \| 0 \| \| 0 \| 80-84 \| 4 \| \| 12 \| 75-79 \| 8 \| \| 0 \| 70-74 \| 4 \| \| 8 \| 65-69 \| 4 \| \| 12 \| 60-64 \| 16 \| \| 8 \| 55-59 \| 21 \| \| 4 \| 50-54 \| 0 \| \| 8 \| 45-49 \| 4 \| \| 0 \| 40-44 \| 0 \| \| 21 \| 35-39 \| 16 \| \| 8 \| 30-34 \| 21 \| \| 0 \| 25-29 \| 8 \| \| 4 \| 20-24 \| 4 \| \| 8 \| 15-20 \| 16 \| \| 4 \| 10-14 \| 4 \| \| 21 \| 5-9 \| 8 \| \| 16 \| 0-4 \| 16 \| |        |             |       |       |       |       |          |
| Статево-вікова піраміда |        |             |       |       |       |       |          |
| Чоловіки | Вік    | Жінки       |       |       |       |       |          |
| 0 | 85 +   | 0           |       |       |       |       |          |
| 0 | 80-84  | 4           |       |       |       |       |          |
| 12 | 75-79  | 8           |       |       |       |       |          |
| 0 | 70-74  | 4           |       |       |       |       |          |
| 8 | 65-69  | 4           |       |       |       |       |          |
| 12 | 60-64  | 16          |       |       |       |       |          |
| 8 | 55-59  | 21          |       |       |       |       |          |
| 4 | 50-54  | 0           |       |       |       |       |          |
| 8 | 45-49  | 4           |       |       |       |       |          |
| 0 | 40-44  | 0           |       |       |       |       |          |
| 21 | 35-39  | 16          |       |       |       |       |          |
| 8 | 30-34  | 21          |       |       |       |       |          |
| 0 | 25-29  | 8           |       |       |       |       |          |
| 4 | 20-24  | 4           |       |       |       |       |          |
| 8 | 15-20  | 16          |       |       |       |       |          |
| 4 | 10-14  | 4           |       |       |       |       |          |
| 21 | 5-9    | 8           |       |       |       |       |          |
| 16 | 0-4    | 16          |       |       |       |       |          |

## Економіка
2010 року серед 194 осіб працездатного віку (15—64 років) 150 були активними, 44 — неактивними (показник активності 77,3%, у 1999 році було 66,8%). З 150 активних мешканців працювало 140 осіб (76 чоловіків та 64 жінки), безробітними було 10 (6 чоловіків та 4 жінки). Серед 44 неактивних 15 осіб було учнями чи студентами, 12 — пенсіонерами, 17 були неактивними з інших причин.

У 2010 році в муніципалітеті числилось 117 оподаткованих домогосподарств, у яких проживали 323,0 особи, медіана доходів виносила 16 921 євро на одного особоспоживача